# 小行星6152
小行星6152（6152 Empedocles）是一颗绕太阳运转的小行星，为主小行星带小行星。该小行星于1989年4月3日发现。

## 轨道参数
小行星6152的轨道半长轴为2.5687162 UA，离心率为0.201。